# Kostel Panny Marie Sněžné (Kašperské Hory)
Poutní kostel Panny Marie sněžné v Kašperských Horách (německy Kirche St. Maria Schnee in Bergreichenstein) je filiální kostel římskokatolické farnosti Kašperské Hory.

## Popis
Jednolodní novorománská stavba kostela se dvěma nápadnými věžemi v západním průčelí je z poloviny 19. století se nachází v Nerudově ulici na jižním okraji městečka Kašperské Hory, v těsném sousedství původní kaple Panny Marie Klatovské, při silnici směrem ke Zlatému potoku, která zde dodnes stojí při silnici pod kostelem, je prostá barokní stavba s trojúhelníkovým štítem nad západním průčelím.

## Historie

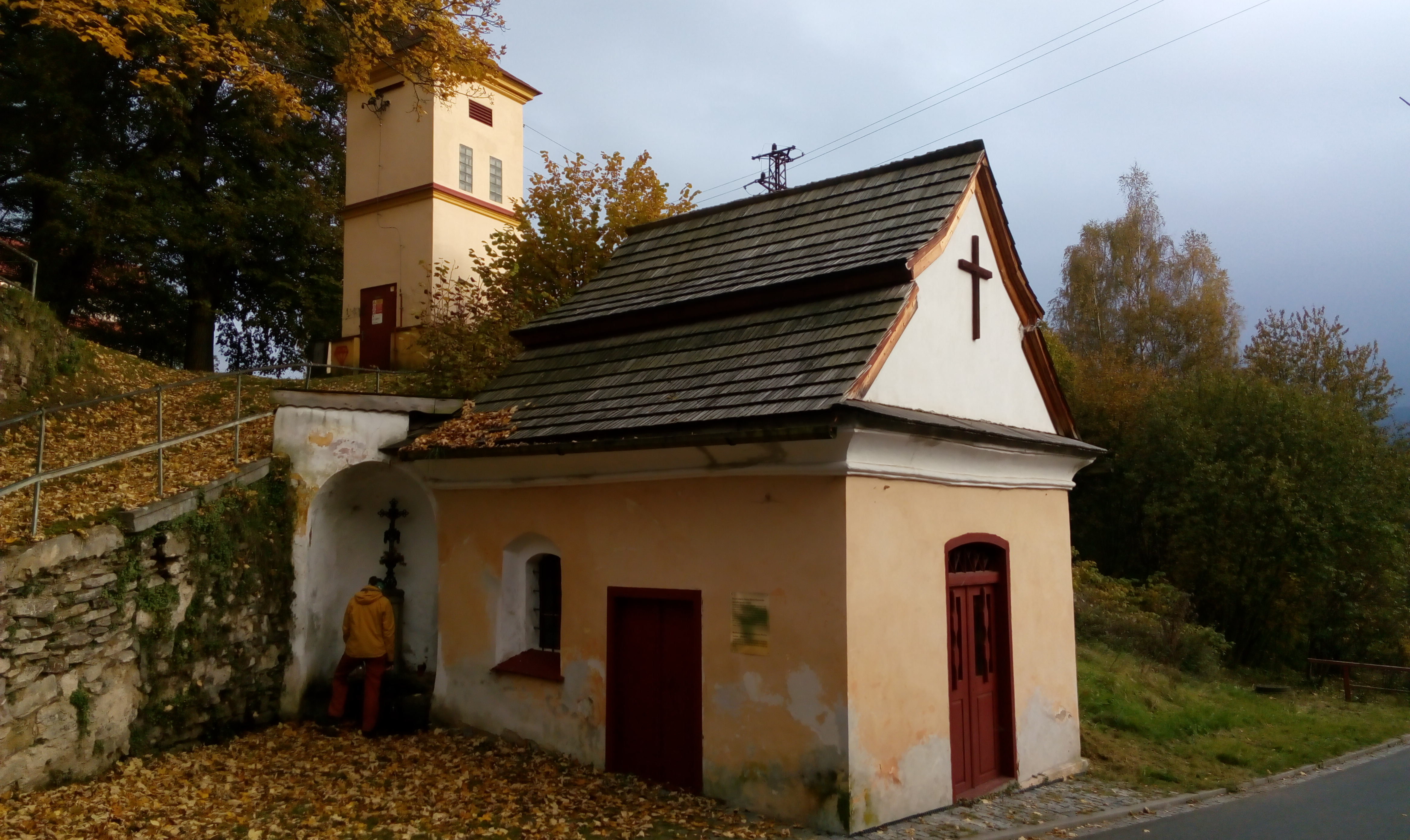
Kaplička Panny Marie Klatovské - Grantl

### Kaple Panny Marie Klatovské
Původně v místě dnešního kostela stávala pouze kaple Panny Marie Klatovské, nazývané Grantl ze 17. století na poutním místě u vydatného pramene zázračné vody. Roku 1690 byl v kapli umístěn milostný obraz Panny Marie Klatovské, dar manželů Jiřího a Anny Prunových. V roce 1816 inicioval zdejší děkan Mikuláš Toepper přestavbu kaple.

### Kostel Panny Marie sněžné
Kostel Panny Marie sněžné byl postaven jako poutní v letech 1850–1867 podle plánů místního stavebního mistra Johanna Buchingera na vyvýšeném terénu poblíž barokní kaple. Jelikož kaplička kapacitně nedostačovala trvalému růstu počtu poutníků byl na vyvýšením místě nad kaplí postaven kostel.
Již od 19. století se zde každoročně 5. srpna (svátek Panny Marie Sněžné) konají mariánské pouti, jejichž tradici se nepodařilo zlikvidovat ani komunistickému režimu. Šumavský spisovatel Karel Klostermann popisuje kašperskohorskou pouť ve svém románu V ráji šumavském.